# Mistrzostwa Czterech Narodów w Łyżwiarstwie Figurowym 2019
Mistrzostwa Czterech Narodów w Łyżwiarstwie Figurowym 2019 – zawody łyżwiarstwa figurowego dla reprezentantów państw Grupy Wyszehradzkiej (Czechy, Polska, Słowacja, Węgry). Zawody rozgrywano od 14 do 15 grudnia 2018 roku w Budapeszcie.
Kolejność miejsc zajmowanych przez reprezentantów danego kraju w każdej z konkurencji determinowała wyniki końcowe ich mistrzostw krajowych (2019) w kategorii seniorów.
Wśród solistów triumfował Czech Matyáš Bělohradský, zaś wśród solistek reprezentantka Polski Jekatierina Kurakowa. W konkurencji par tanecznych zwyciężyli reprezentanci Polski Natalia Kaliszek i Maksym Spodyriew. Konkurencja par sportowych nie została rozegrana.

## Wyniki

### Soliści
| Poz. | Zawodnik             | Nota łączna | SP | SP    | FS | FS     |
| ---- | -------------------- | ----------- | -- | ----- | -- | ------ |
| 1    | Matyáš Bělohradský   | 207,91      | 1  | 67,41 | 1  | 140,50 |
| 2    | Petr Kotlařík        | 182,22      | 2  | 67,21 | 3  | 115,01 |
| 3    | Igor Rezniczenko     | 176,61      | 3  | 62,91 | 5  | 113,70 |
| 4    | Daniel Mrazek        | 173,63      | 7  | 58,59 | 2  | 115,04 |
| 5    | Krzysztof Gała       | 173,45      | 5  | 59,38 | 4  | 114,07 |
| 6    | Radek Jakuba         | 166,96      | 8  | 58,45 | 6  | 108,51 |
| 7    | Jiří Bělohradský     | 165,29      | 9  | 58,41 | 7  | 106,88 |
| 8    | Georgii Reshtenko    | 164,54      | 4  | 61,45 | 10 | 103,09 |
| 9    | Filip Scerba         | 158,69      | 11 | 53,88 | 9  | 104,81 |
| 10   | Olgierd Febbi        | 157,74      | 12 | 52,93 | 8  | 104,81 |
| 11   | Alexander Borovoj    | 155,44      | 10 | 54,05 | 11 | 101,39 |
| 12   | Alexander Maszljanko | 153,71      | 6  | 58,64 | 15 | 95,07  |
| 13   | Łukasz Kędzierski    | 153,11      | 13 | 52,49 | 12 | 100,62 |
| 14   | Marco Klepoch        | 147,26      | 16 | 47,76 | 13 | 99,50  |
| 15   | Eryk Matysiak        | 140,91      | 15 | 49,81 | 16 | 91,10  |
| 16   | Michael Neuman       | 140,44      | 14 | 51,19 | 17 | 89,25  |
| 17   | András Csernoch      | 129,57      | 20 | 34,32 | 14 | 95,25  |
| 18   | Máté Böröcz          | 125,63      | 19 | 39,39 | 18 | 86,24  |
| 19   | Andrzej Siciński     | 121,20      | 17 | 45,23 | 19 | 75,97  |
| 20   | Michał Woźniak       | 115,85      | 18 | 41,66 | 20 | 74,19  |

### Solistki
| Poz. | Zawodniczka               | Nota łączna | SP | SP    | FS  | FS     |
| ---- | ------------------------- | ----------- | -- | ----- | --- | ------ |
| 1    | Jekatierina Kurakowa      | 178,80      | 1  | 57,76 | 1   | 121,04 |
| 2    | Eliška Březinová          | 145,49      | 2  | 56,10 | 4   | 89,39  |
| 3    | Ivett Tóth                | 141,00      | 4  | 51,05 | 3   | 89,95  |
| 4    | Elżbieta Gabryszak        | 138,45      | 6  | 48,40 | 2   | 90,05  |
| 5    | Nicole Rajičová           | 137,44      | 7  | 48,18 | 5   | 89,26  |
| 6    | Fruzsina Medgyesi         | 132,62      | 5  | 48,41 | 7   | 84,21  |
| 7    | Silvia Hugec              | 132,10      | 3  | 55,50 | 10  | 76,60  |
| 8    | Klára Štěpánová           | 128,31      | 9  | 41,69 | 6   | 86,62  |
| 9    | Magdalena Zawadzka        | 122,97      | 10 | 40,77 | 8   | 82,20  |
| 10   | Aneta Janiczková          | 117,41      | 8  | 44,63 | 12  | 72,78  |
| 11   | Oliwia Rzepiel            | 114,62      | 11 | 40,29 | 11  | 74,33  |
| 12   | Nikola Rychtarikova       | 112,17      | 17 | 32,58 | 9   | 79,59  |
| 13   | Jelizawieta Ukołowa       | 107,99      | 12 | 39,94 | 13  | 68,05  |
| 14   | Michaela Lucie Hanzlíková | 103,44      | 15 | 37,00 | 15  | 66,44  |
| 15   | Agnieszka Rejment         | 97,54       | 19 | 30,12 | 14  | 67,42  |
| 16   | Kloé Rozgonyi             | 97,53       | 16 | 33,35 | 16  | 64,18  |
| 17   | Natalia Lerka             | 95,95       | 18 | 32,22 | 17  | 63,73  |
| WD   | Dária Jakab               | DNF         | 13 | 37,30 | DNF | DNF    |
| WD   | Bronislava Dobiášová      | DNF         | 14 | 37,27 | DNF | DNF    |
| WD   | Dahyun Ko                 | DNF         | 20 | 37,27 | DNF | DNF    |

### Pary taneczne
| Poz. | Zawodnicy                            | Nota łączna | RD | RD    | FD | FD     |
| ---- | ------------------------------------ | ----------- | -- | ----- | -- | ------ |
| 1    | Natalia Kaliszek / Maksym Spodyriew  | 171,12      | 1  | 67,95 | 1  | 103,17 |
| 2    | Anna Janowska / Adam Lukacs          | 165,43      | 2  | 64,46 | 2  | 100,97 |
| 3    | Justyna Plutowska / Jérémie Flemin   | 146,36      | 3  | 56,06 | 3  | 90,30  |
| 4    | Emily Monaghan / Ilias Fourati       | 142,97      | 4  | 55,79 | 4  | 87,18  |
| 5    | Jenna Hertenstein / Damian Binkowski | 112,96      | 5  | 44,13 | 6  | 68,83  |
| 6    | Beatrice Tomczak / Dániel Illés      | 111,33      | 6  | 41,59 | 5  | 69,74  |

## Medaliści mistrzostw krajowych
| Państwo  | Konkurencja   | Złoto                               | Srebro                             | Brąz                                 |
| -------- | ------------- | ----------------------------------- | ---------------------------------- | ------------------------------------ |
| Czechy   | Soliści       | Matyáš Bělohradský                  | Petr Kotlařík                      | Daniel Mrázek                        |
| Czechy   | Solistki      | Eliška Březinová                    | Klára Štěpánová                    | Aneta Janiczková                     |
| Czechy   | Pary taneczne | DNS                                 | DNS                                | DNS                                  |
| Polska   | Soliści       | Igor Rezniczenko                    | Krzysztof Gała                     | Olgierd Febbi                        |
| Polska   | Solistki      | Jekatierina Kurakowa                | Elżbieta Gabryszak                 | Magdalena Zawadzka                   |
| Polska   | Pary taneczne | Natalia Kaliszek / Maksym Spodyriew | Justyna Plutowska / Jérémie Flemin | Jenna Hertenstein / Damian Binkowski |
| Słowacja | Soliści       | Marco Klepoch                       | Michael Neuman                     | DNS                                  |
| Słowacja | Solistki      | Nicole Rajičová                     | Silvia Hugec                       | DNS                                  |
| Słowacja | Pary taneczne | DNS                                 | DNS                                | DNS                                  |
| Węgry    | Soliści       | Alexander Borovoj                   | Alexander Maszljanko               | András Csernoch                      |
| Węgry    | Solistki      | Ivett Tóth                          | Fruzsina Medgyesi                  | Kloé Rozgonyi                        |
| Węgry    | Pary taneczne | Anna Janowska / Adam Lukacs         | Emily Monaghan / Ilias Fourati     | Beatrice Tomczak / Dániel Illés      |